# Ophiophyllum atlanticum
Ophiophyllum atlanticum är en ormstjärneart som beskrevs av Sabine Stöhr och Segonzac 2005.
Ophiophyllum atlanticum ingår i släktet Ophiophyllum och familjen fransormstjärnor. Inga underarter finns listade i Catalogue of Life.